# Число Лященко
Число Лященко ({\displaystyle \mathrm {Ly} }) — критерий подобия в гидродинамике, выражающий соотношение сил инерции, тяжести и подъёмной силы. Оно определяется следующим образом:
{\displaystyle \mathrm {Ly} ={\frac {v^{3}\rho ^{2}}{g\eta \Delta \rho }},}
где:
- {\displaystyle \rho } — плотность;
- {\displaystyle \eta } — динамическая вязкость;
- {\displaystyle g} — ускорение свободного падения;
- {\displaystyle v} — скорость.

Число Лященко характеризует влияние силы тяжести на осаждение твердых частиц в потоке.
Число Лященко можно выразить через числа Архимеда и Рейнольдса:
{\displaystyle \mathrm {Ly} ={\frac {\mathrm {Re} ^{3}}{\mathrm {Ar} }}}